# Critical Incident Reporting System
Ein Critical Incident Reporting System oder kurz CIRS (deutsch „Berichtssystem über kritische Vorkommnisse“) ist ein Berichtssystem zur anonymisierten Meldung von kritischen Ereignissen (englisch critical incident) und Beinahe-Schäden (englisch near miss) in Einrichtungen des Gesundheitswesens und der Luftfahrt.

## Konzept
Das Sicherheitskonzept von CIRS wurde maßgeblich von dem englischen Psychologen James Reason (1990) geprägt. Reason untersuchte die Unglücksberichte von Katastrophen wie Bhopal, Challenger, King’s Cross, Tschernobyl und Zeebrugge und schlug eine Unterscheidung zwischen aktivem und latentem Versagen vor. Im Gesundheitswesen unterscheidet Reason bei der Untersuchung von Fehlern einen Personen- und System-Ansatz. Seine Forschungen wurden als Schweizer-Käse-Modell (englisch Swiss Cheese Model) bekannt.
Im Schweizer-Käse-Modell werden Sicherheitsvorkehrungen mit den Scheiben eines Schweizer Käses verglichen, die als mehrere Ebenen hintereinander liegen. Im täglichen Leben ereignen sich Fehler, die das Loch einer Käsescheibe passieren und bei einem funktionierenden Sicherheitssystem aber von der nächsten Scheibe aufgefangen werden.
Besonders wegen Planungsfehlern oder mangelnder Ressourcen können sich die Käselöcher jedoch hintereinander reihen und so die „Gelegenheit zu einer Flugbahn“ (Reason 1990) durch diese vielfachen Abwehrebenen hindurch bieten. Dann versagt das Sicherheitssystem und es kommt zu kritischen Ereignissen mit widrigen Folgen.
Vielbeachtet hatte Reason eine Meldekultur als wesentlichen Bestandteil von Sicherheitssystemen dargelegt:
- ein adäquates Meldesystem,
- angemessene Reaktionen auf die erhaltenen Meldungen,
- Flexibilität,
- und schließlich die Fähigkeit, aus Erfahrung lernen zu können.

## Funktionsweise
CIRS ist ein Instrument zur Verbesserung der Patienten- und Luftfahrtsicherheit. Diese Systeme arbeiten im Internet auf einer anonymen Basis oder allein auf dem Postweg zum sicheren Schutz der Daten (vgl. JavaScript und Cookies).
Die Einführung eines Fehlermeldesystems im Gesundheitswesen wurde durch das Fünfte Buch Sozialgesetzbuch ab 2014 festgelegt. Berichtssysteme über kritische Vorkommnisse werden jetzt vom Gesetzgeber im Gesundheitswesen Fehlermeldesysteme genannt (§ 137 des Fünften Buches Sozialgesetzbuch). Krankenhäuser müssen einen Beauftragten für das Risikomanagement vorhalten sowie ein Beschwerdemanagement für Patienten einrichten. In einfach zugänglichen und handhabbaren Fehlermeldesystemen soll Gesundheitspersonal kritische Zwischenfälle anonym und sanktionsfrei melden können. Bei Luftfahrtpersonal fördert der EU-Datenschutzbeauftragte anonyme und sanktionsfreie Mitteilungen. (vgl. Whistleblowing)
Der Berichtende (Arzt, Pfleger, Sanitäter etc.) füllt anonymisiert ein Online-Formular über den Vorfall aus und kann bereits Lösungsvorschläge, um ein erneutes Auftreten dieses kritischen Ereignisses zu verhindern, hinzufügen. Anschließend bewerten Experten des CIRS (z. B. Fachärzte, Lehrsanitäter) den Vorfall und geben ihrerseits Lösungsvorschläge ab. Der Vorfall wird nun im CIRS-Portal veröffentlicht, um anderen die Möglichkeit zu geben, aus Fehlern zu lernen.
Eine Identifizierung des Verhaltens als Behandlungs- oder Pflegefehler bzw. eine Klage sind keine Voraussetzung zur Berücksichtigung von Ereignissen. Meldungen in einem CIRS ersetzen weder eine eventuell notwendige Strafanzeige noch leiten sie die rechtliche Sicherung der Schadensersatzansprüche oder dergleichen ein (Vergleiche hierzu den Artikel Arzthaftung). Vielmehr geht es um Lernvorgänge der beteiligten Berufsangehörigen unter einem hohen wechselseitigen Vertrauensschutz.
Mit solchen Online-Portalen soll die Fehlerkultur in medizinischen Berufen verbessert werden. Dementsprechend beziehen wissenschaftliche Forschungen auch Kommunikationsaspekte in das CIRS mit ein.

## Geschichte
Sicherheitssysteme wurden ursprünglich in den Ingenieurwissenschaften z. B. für Flugpiloten angewandt.
CIRS wurde 1996 am Departement Anaesthesie der Universität Basel von Sven Staender und Mark Kaufmann unter der Leitung von Daniel Scheidegger entwickelt. Eine frühe Erwähnung von CIRS in der Medizin geht auf das Fachgebiet der Anästhesiologie und der Medizinischen Informatik im Jahr 1997 zurück.
Das älteste deutsche Mediziner-System dieser Art für Hausarztpraxen enthält die Website www.jeder-fehler-zaehlt.de. Dieses „Fehlerberichts- und Lernsystem“ gibt es seit Herbst 2004. Die Nutzerzahlen wachsen: Etwa 895 Fehlermeldungen unter regelmäßiger Nutzung der Kommentarfunktion wurden dazu abgegeben (Stand Oktober 2017); tausende Ärzte und Sprechstundenhelferinnen sehen sich die Berichte jeden Monat an.
Als Projekt von Bundesärztekammer und Kassenärztlicher Bundesvereinigung für Klinik und Praxis gibt es seit 2005 CIRSmedical, das vom Ärztlichen Zentrum für Qualität in der Medizin organisiert wird.
2007 hat das Aktionsbündnis Patientensicherheit Empfehlungen zur allgemeinen Einführung von CIRS im Krankenhauswesen veröffentlicht. Diese Empfehlung basiert auf der 4-Schritt-Methode nach M. Cartes, welche die Arbeitsgruppe CIRS leitete.
Verschiedene Pflegeskandale in der Altenpflege haben u. a. dazu geführt, dass durch das Kuratorium Deutsche Altershilfe Köln 2007 ein entsprechendes System entwickelt wurde. Dies ist das weltweit erste nationale Berichtssystem für die Pflege in Deutschland.
Eine innovative und effektive Weiterentwicklung eines CIRS ist das 3Be-System nach Cartes, welches im Jahr 2008 mit dem 5. Qualitätspreis der AOK Niedersachsen ausgezeichnet worden ist. Mit Hilfe des 3Be-Systems (Berichten – Bearbeiten – Beheben) können erkannte Risiken bearbeitet werden, um so aus den identifizierten kritischen Situationen und Risiken Strategien zur Vermeidung und Handhabung zu entwickeln und umzusetzen. Da sich die aus dem 3Be-System entwickelten Verbesserungsmaßnahmen an den realen Gegebenheiten vor Ort orientieren, kann so ein Risikomanagement individuellen Zuschnitts entstehen, das den Bedürfnissen des eigenen Hauses Rechnung trägt und dabei noch kostengünstig, ressourceneffizient und -effektiv ist.
Im Jahr 2012 wurde durch  die gesetzlichen Unfallversicherungen ein CIRS für Feuerwehren zur Meldung und Analyse von Beinahe-Unfällen im Dienstbetrieb eingerichtet.

## Weitere CIRS-Register

### Deutschland
- CIRSmedical, ein Berichts- und Lernsystem der deutschen Ärzteschaft für kritische Ereignisse in der Medizin.[16]
- CIRS-AINS, ein bundesweites Ereignis-Meldesystem für die anonyme Erfassung und Analyse von sicherheitsrelevanten Ereignissen in der Anästhesie, Intensivmedizin, Notfallmedizin und Schmerztherapie.[17]
- CIRSdent, ein Berichts- und Lernsystem der deutschen Zahnärzteschaft für kritische Ereignisse in der Zahnmedizin (aus: „Jeder Zahn zählt“).[18]
- KH-CIRS, ein Berichtssystem für sicherheitsrelevante Ereignisse im Krankenhaus, welches dem überregionalen, interprofessionellen und interdisziplinären Lernen dient.[19]
- Fachübergreifendes Patientensicherheits- und Informationssystem[20]
- CIRSmedical WL der Ärztekammer Westfalen-Lippe[21]
- Netzwerk CIRS-Berlin[22]
- CIRS zur präklinischen Notfallmedizin[23]
- CIRS-Pädiatrie[24]
- Fehler-Berichts- und Lernsystem für Hausarztpraxen[25]
- Fehlerberichtssystem des KDA für die Altenpflege[26]
- CIRS der gesetzlichen Unfallversicherung im Feuerwehrdienst[27]
- CIRS BLAEK, CIRS der Bayerischen Landesärztekammer
- CIRS Bayern, Fehler- und Risikomanagement in der Notfallmedizin Bayern[28]
- CIRS-Palliativ Fehlermanagement in der Palliativmedizin[29]
- CIRS-MSP im Mammographie-Screening-Programm[30]
- CIRS Urologie[31]

### Schweiz
- CIRRNET – Critical Incident Reporting & Reacting NETwork[32]

### Österreich
- CIRSmedical Austria[33]
- CIRS des Österreichischen Roten Kreuzes im Rettungs- und Krankentransportdienst.[34]

### International
- High 5s[35]
- PASQ European Union Network for Patient Safety and Quality of Care[36]